# 雨印鯛
雨印鯛（學名：Zenopsis nebulosa），又名鏡鯛或雲紋雨印鯛，是輻鰭魚綱海魴目的其中一種。

## 分布
雨印鯛主要分布於南北緯30度之間的太平洋，以及環印度洋海域，但在太平洋周遭，包含日本海、渤海、塔斯曼海等緯度較高的近岸海域也有分布。

## 深度
水深300至500公尺。

## 特徵
本魚體高而側扁，背緣在眼上方凹入，腹緣圓弧形臀鰭棘3枚；體裸出，全身無鱗片，背鰭棘部基底有棘狀板。體呈灰褐色，背鰭硬棘部黑褐色，背鰭鰭膜延伸為細線狀；臀鰭基部亦有7至9個；腹部則有5至7個。外型與日本的鯛很相似，但無明顯黑斑。胸鰭極短；腹鰭延長，後端達臀鰭起點之後；尾鰭截平。有大型的眼睛，以便在深海光線微弱中，清楚盯住獵物。口大，口裂幾垂直，上頜可伸縮，上頜前端具7至8顆向內彎的犬齒；下頜和鋤骨亦具齒，腭骨則無齒。體長可達到70公分。

## 生態
多棲息於沙泥質底或泥底，平時均在離海底不遠處緩慢游動，以小型魚為食，或補食底棲動物。採緩慢靠近獵物，再一口吞下方式補食。

## 經濟利用
食用魚，肉質鮮美。